# Pietro II del Portogallo
Pietro II di Braganza (Lisbona, 26 aprile 1648 – Alcântara, 9 dicembre 1706) è stato il 23º re del Portogallo e dell'Algarve.
Si guadagnò il soprannome di il Pacifico perché durante la sua reggenza siglò una pace con la Spagna (nel 1668) che finalmente mise fine a una secolare lotta e al riconoscimento dell'indipendenza nazionale portoghese.

## Biografia

### Giovinezza
Pietro era l'ultimo figlio di re Giovanni IV e di Luisa di Guzmán; il padre gli concesse il titolo di Duca di Beja, facendogli dono di quella città e di tutti i beni confiscati al marchese di Vila Real e a suo figlio, il Duca di Caminha. In più gli vennero assegnati alcuni villaggi nel Portogallo settentrionale. Con tutti questi beni venne costituito un appannaggio, definito Casa do Infantado, assegnato al principe già all'età di cinque anni e quando questi divenne re, fu affidato a uno dei suoi figli.
Pietro appariva di aspetto ben proporzionato, con occhi e capelli scuri. Come molti aristocratici della sua epoca, rifacendosi al grandeur francese, amava molto la caccia che praticava spesso nel Palazzo di Salvaterra de Magos ed eccelleva particolarmente nel cavalcare destrieri al contrario, spettacolarizzando le sue uscite con il resto della corte.

### Reggenza, usurpazione del trono e gestionede factodel regno

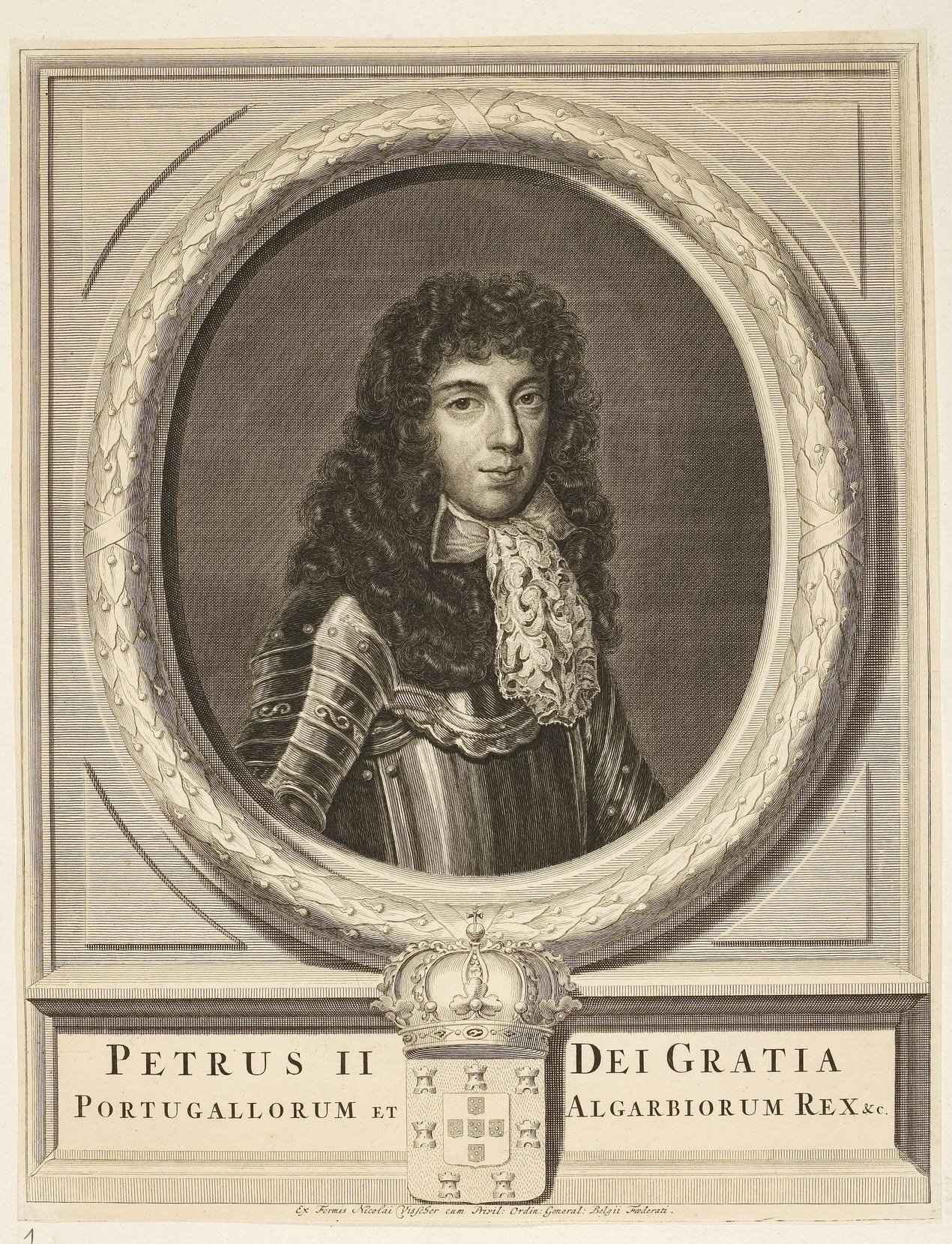
Il giovane Pietro II del Portogallo appena salito al trono.

Dopo la morte del padre sua madre divenne reggente per il nuovo sovrano Alfonso VI, fratello maggiore dello stesso Pietro, il quale era parzialmente paralizzato e mentalmente instabile. Nel 1662 Alfonso decise che era giunto il momento di liberarsi dell'influenza di sua madre e prese personalmente il controllo dello stato.
Nel gennaio del 1668, poco prima del riconoscimento dell'indipendenza del Portogallo da parte della Spagna, Pietro iniziò ad acquisire sempre maggiore influenza sul fratello al punto da costringerlo a nominarlo reggente in sua vece. Durante questo periodo, si può dire che di fatto Pietro II governò in quasi totale autonomia in quanto relegò il fratello alle isole Azzorre, sperdute a chilometri di distanza dalle coste lusitane. Durante il periodo di questa reggenza Pietro II consolidò ulteriormente l'indipendenza del Portogallo con la firma del Trattato di Lisbona nel 1668 che pose fine al conflitto con la Spagna iniziato con la proclamazione d'indipendenza del Portogallo del 1640. Questo risultato fu reso possibile grazie al decisivo sostegno dell'Inghilterra nella questione, al punto che lo stesso Pietro II offrì sua sorella, la principessa Caterina di Braganza, quale moglie del sovrano Carlo II d'Inghilterra nel 1661. Lo scopo di tanta benevolenza furono una serie di trattati commerciali favorevoli tra i due paesi oltre a una protezione militare che la Gran Bretagna avrebbe fornito alle navi portoghesi nel mar Mediterraneo.

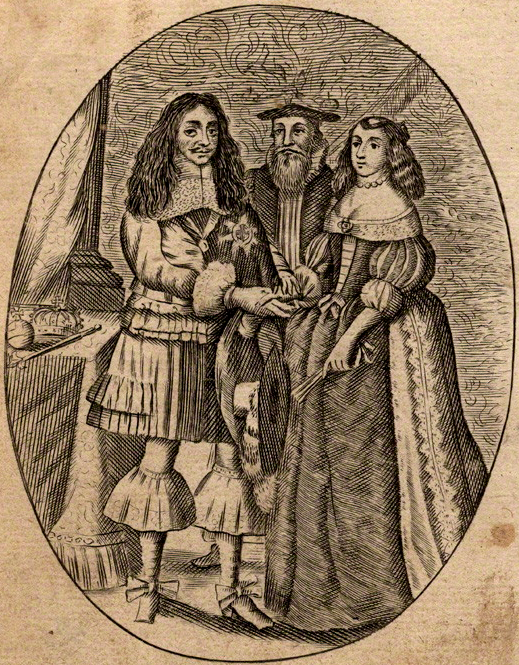
Il matrimonio tra Carlo I d'Inghilterra e Caterina di Braganza fu il culmine dell'operazione di Pietro II nell'alleanza tra Portogallo e Inghilterra

L'alleanza con gli inglesi si dimostrò un punto decisivo nel consolidamento del potere di Pietro, che centralizzò il potere della monarchia portoghese e disciolse quasi completamente l'eccessiva influenza della nobiltà che aveva fortemente voluto l'indipendenza del regno del Portogallo e l'ascesa di Giovanni IV nel 1656. Nel 1671 Pietro II, sempre in nome del fratello Alfonso, concesse la libertà di commercio per i residenti inglesi in Portogallo che avviarono la creazione di diverse industrie tessili in loco.
Un'altra delle preoccupazioni di Pietro II fu quella di migliorare le difese del suo regno e per questo nel 1674 convocò le cortes per chiedere i fondi necessari a mantenere le guarnigioni di frontiera, il loro armamentario e le opere indispensabili nei castelli e nelle fortezze marittime.
Ottenne dalla Santa Sede il permesso di elevare la diocesi di Bahia al rango arcivescovile e creò nuove diocesi a Olinda e a Rio de Janeiro nel 1676. Nel 1677 venne creata la diocesi di Maranhão, alle dirette dipendenze dell'arcivescovado di Lisbona.
Alfonso, formalmente ancora sovrano, venne trasferito per ordine del fratello a Sintra dove visse i suoi ultimi anni in un carcere dorato, spegnendosi nel 1683. Pietro a quel punto ereditò formalmente il trono dal fratello. Quasi contemporaneamente, la scoperta di grandi miniere d'oro in Brasile ampliarono di molto il patrimonio di Pietro che fu in grado di sciogliere le cortes portoghesi nel 1697 e governare senza il parere dei parlamentari per il resto del suo regno.

### Primo matrimonio

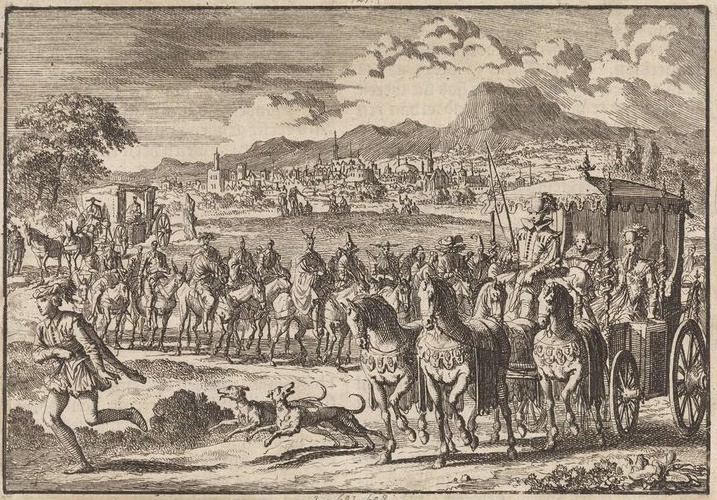
Il corteo del matrimonio di Pietro II con Maria Francesca di Savoia.

La prima moglie di Pietro II fu in realtà quella che già era sua cognata, la regina Maria Francesca di Savoia-Nemours, moglie del defunto fratello. I due si sposarono nel 1668 dopo un processo iniziato dallo stesso presso la Santa Sede per chiedere ufficialmente l'annullamento del precedente matrimonio della moglie con il fratello adducendo come causa la non consumazione per inettitudine del defunto sovrano. Questo procedimento, apparentemente inutile, era in realtà necessario perché secondo il costume dell'epoca non era idoneo che un fratello sposasse la moglie del fratello anche se questo era defunto.

### Secondo matrimonio
Dopo la morte della prima moglie, Pietro II si risposò nel 1687 in seconde nozze con Maria Sofia del Palatinato-Neuburg, figlia di Filippo Guglielmo, conte palatino di Neuburg. Il matrimonio fu prettamente politico dal momento che tra le sorelle di Maria Sofia vi erano Eleonora Maddalena, terza moglie dell'imperatore Leopoldo I, e Maria Anna, seconda moglie di Carlo II di Spagna.

### Regno

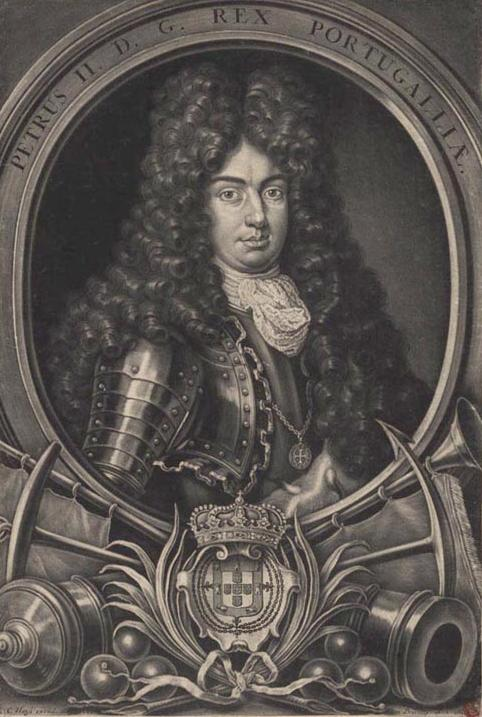
Il re Pietro II negli anni della maturità.

Pietro inizialmente supportò la Francia e la Spagna nella Guerra di successione spagnola (1701–1714), ma il 16 maggio 1703 il Portogallo siglò con la Gran Bretagna il Trattato di Methuen. Questo accordo commerciale garantiva però interessanti privilegi ai mercanti di vino portoghese e di tessuti inglesi e pertanto pose la Gran Bretagna in una posizione molto influente nell'economia lusitana.
Questo accordo venne seguito nel dicembre del 1703 da un'alleanza militare tra Portogallo, Austria e Gran Bretagna per un comune accordo di invasione della Spagna. Le forze portoghesi e alleate, al comando del Marchese di Minas, catturarono Madrid nel 1706, durante la campagna che portò poi ad una sconfitta di questi stessi alleati nella Battaglia di Almansa.

### Morte
Il 9 dicembre 1706 morì e gli succedette il figlio Giovanni V di Portogallo.

## Discendenza
Pietro II del Portogallo e la sua prima moglie Maria Francesca di Savoia-Nemours ebbero i seguenti figli:
- Isabella Luisa, nata a Lisbona nel 1669 e ivi morta nel 1690.

Dalle seconde nozze del re Pietro con Maria Sofia del Palatinato-Neuburg nacquero:
- Giovanni, Duca di Braganza, nato e morto a Lisbona nel 1688;
- Giovanni V di Portogallo, nato a Lisbona nel 1689 e ivi morto nel 1750;
- Francesco Saverio, Duca di Beira e Gran Priore dell'Ordine di Malta, nato a Lisbona nel 1691 e ivi morto nel 1742;
- Francesca Saveria, nata e morta a Lisbona nel 1694;
- Antonio Francesco, nato a Lisbona nel 1695 e ivi morto nel 1757;
- Teresa Maria, nata a Lisbona nel 1696 e ivi morto nel 1704;
- Manuele Giuseppe, conte di Ourem, nato a Lisbona nel 1697 e ivi morto nel 1766;
- Francesca Giuseppa, nata a Lisbona nel 1699 e ivi morta nel 1766.

Da Maria da Cruz Mascarenhas ebbe:
- Luisa di Braganza, nata a Lisbona nel 1679 e morta ad Évora nel 1732. Legittimata nell'anno della nascita, fu cresciuta nella famiglia del Segretario di Stato Francisco Correia de Lacerda e dopo nel Monastero di Carnide con sua zia Maria di Braganza (figlia naturale di Giovanni IV). Luisa sposò Don Luis de Melo e alla sua morte Don Jaime de Melo, rispettivamente secondo e terzo Duca di Cadaval.

Da Anna Maria Armande de Verger ebbe:
- Michele di Braganza, nato a Lisbona nel 1699, legittimato nel 1704 e morto a Tejo nel 1724. affogato nel fiume Tago. Era sposato a Luisa Casimira de Sousa Nassau e Ligne, Principessa di Ligne, trentesima signora della Casa di Sousa, sesta Contessa di Miranda do Corvo e prima Duchessa di Lafões, con la quale abbe due figli e due figlie.

Da Francesca Clara da Silva ebbe:
- Giuseppe Carlo di Braganza, nato a Lisbona nel 1703 e morto ad Ponto de Lima nel 1756. Fu arcivescovo di Braga ed Évora e Primate di Spagna e Portogallo. Il fratellastro Giovanni V di Portogallo lo creò Infante di Portogallo e Altezza Serenissima. Studiò all'Università di Évora dove si addottorò in teologia e divenne arcivescovo di Braga nel 1739 e fu consacrato due anni dopo. Sepolto in quella stessa città, fu succeduto nella posizione da Gaspare di Braganza, figlio illegittimo del suo fratellastro Giovanni V.

## Ascendenza
|                                                          |                                    |                                                 | Genitori                                            |  |  | Nonni |  |  | Bisnonni               |  |  | Trisnonni              |  |
|                                                          |                                    |                                                 |                                                     |  |  |       |  |  | Giovanni I di Braganza |  |  | Teodosio I di Braganza |  |
|                                                          |                                    |                                                 |                                                     |  |  |       |  |  | Giovanni I di Braganza |  |  | Teodosio I di Braganza |  |
|                                                          |                                    | Isabel de Lencastre                             |                                                     |  |  |       |  |  | Giovanni I di Braganza |  |  |                        |  |
| Teodosio II di Braganza                                  |                                    |                                                 |                                                     |  |  |       |  |  | Giovanni I di Braganza |  |  |                        |  |
|                                                          |                                    | Caterina di Guimarães                           | Eduardo d'Aviz                                      |  |  |       |  |  |                        |  |  |                        |  |
|                                                          |                                    | Caterina di Guimarães                           | Eduardo d'Aviz                                      |  |  |       |  |  |                        |  |  |                        |  |
|                                                          |                                    | Caterina di Guimarães                           | Isabel di Braganza                                  |  |  |       |  |  |                        |  |  |                        |  |
| Giovanni IV del Portogallo                               |                                    | Caterina di Guimarães                           |                                                     |  |  |       |  |  |                        |  |  |                        |  |
|                                                          |                                    | Juan Fernández de Velasco                       | Íñigo Fernández de Velasco, IV duca di Frías        |  |  |       |  |  |                        |  |  |                        |  |
|                                                          |                                    | Juan Fernández de Velasco                       | Íñigo Fernández de Velasco, IV duca di Frías        |  |  |       |  |  |                        |  |  |                        |  |
|                                                          |                                    | Juan Fernández de Velasco                       | Ana Pérez de Guzmán y Aragón                        |  |  |       |  |  |                        |  |  |                        |  |
| Ana de Velasco y Girón                                   |                                    | Juan Fernández de Velasco                       |                                                     |  |  |       |  |  |                        |  |  |                        |  |
|                                                          |                                    | María Girón de Guzmán                           | Pedro Téllez-Girón, I duca di Osuna                 |  |  |       |  |  |                        |  |  |                        |  |
|                                                          |                                    | María Girón de Guzmán                           | Pedro Téllez-Girón, I duca di Osuna                 |  |  |       |  |  |                        |  |  |                        |  |
|                                                          |                                    | María Girón de Guzmán                           | Leonor Ana de Guzmán y Aragón                       |  |  |       |  |  |                        |  |  |                        |  |
| Pietro II del Portogallo                                 |                                    | María Girón de Guzmán                           |                                                     |  |  |       |  |  |                        |  |  |                        |  |
|                                                          | Alonso Pérez de Guzmán y Sotomayor | Juan Carlos Pérez de Guzmán, IX conte di Niebla |                                                     |  |  |       |  |  |                        |  |  |                        |  |
|                                                          | Alonso Pérez de Guzmán y Sotomayor | Juan Carlos Pérez de Guzmán, IX conte di Niebla |                                                     |  |  |       |  |  |                        |  |  |                        |  |
|                                                          | Alonso Pérez de Guzmán y Sotomayor | Leonor Manrique de Zuñiga Sotomayor             |                                                     |  |  |       |  |  |                        |  |  |                        |  |
| Juan Manuel Pérez de Guzmán, VIII duca di Medina Sidonia | Alonso Pérez de Guzmán y Sotomayor |                                                 |                                                     |  |  |       |  |  |                        |  |  |                        |  |
|                                                          |                                    | Ana de Sylva y Mendoza                          | Ruy Gómez de Silva                                  |  |  |       |  |  |                        |  |  |                        |  |
|                                                          |                                    | Ana de Sylva y Mendoza                          | Ruy Gómez de Silva                                  |  |  |       |  |  |                        |  |  |                        |  |
|                                                          |                                    | Ana de Sylva y Mendoza                          | Ana de Mendoza, Principessa di Eboli                |  |  |       |  |  |                        |  |  |                        |  |
| Luisa di Guzmán                                          |                                    | Ana de Sylva y Mendoza                          |                                                     |  |  |       |  |  |                        |  |  |                        |  |
|                                                          |                                    | Francisco Gómez de Sandoval y Rojas             | . Francisco Gómez de Sandoval, IV marchese di Denia |  |  |       |  |  |                        |  |  |                        |  |
|                                                          |                                    | Francisco Gómez de Sandoval y Rojas             | . Francisco Gómez de Sandoval, IV marchese di Denia |  |  |       |  |  |                        |  |  |                        |  |
|                                                          |                                    | Francisco Gómez de Sandoval y Rojas             | Isabel de Borja                                     |  |  |       |  |  |                        |  |  |                        |  |
| Juana Lorenza Gómez de Sandoval y la Cerda               |                                    | Francisco Gómez de Sandoval y Rojas             |                                                     |  |  |       |  |  |                        |  |  |                        |  |
|                                                          |                                    | Catalina de la Cerda                            | Juan de la Cerda                                    |  |  |       |  |  |                        |  |  |                        |  |
|                                                          |                                    | Catalina de la Cerda                            | Juan de la Cerda                                    |  |  |       |  |  |                        |  |  |                        |  |
|                                                          |                                    | Catalina de la Cerda                            | Joana de Noronha                                    |  |  |       |  |  |                        |  |  |                        |  |
|                                                          |                                    | Catalina de la Cerda                            |                                                     |  |  |       |  |  |                        |  |  |                        |  |